# 疏节槐
疏节槐（学名：Sophora praetorulosa）为豆科槐属下的一个种。

## 扩展阅读
維基物種上的相關：疏节槐